# Горіано-Сіколі
Горіано-Сіколі, Ґоріано-Сіколі (італ. Goriano Sicoli) — муніципалітет в Італії, у регіоні Абруццо,  провінція Л'Аквіла.
Горіано-Сіколі розташоване на відстані близько 110 км на схід від Рима, 45 км на південний схід від Л'Акуїли.
Населення — 572 особи (2014).
Щорічний фестиваль відбувається 11 травня, 12 травня та 13 травня. Покровитель — Santa Gemma Vergine.

## Демографія
Населення за роками:

Станом на 1 січня 2023 року в муніципалітеті офіційно проживав 31 іноземець з 14 країн, серед них 13 громадян країн Євросоюзу та 4 громадяни України.

## Сусідні муніципалітети
- Кастель-ді-Іері
- Кокулло
- Прецца
- Раяно